# سنجد (شخصیت عروسکی)
سنجد نام یک شخصیت عروسکی به عروسک گردانی و صداپیشگی نگار استخر است که برای اولین بار در سال ۱۳۷۱ در برنامه «سنجد» و آخرین بار در سال ۱۳۹۴ در مجموعه «سنجد خبر نگار» نقش آفرینی کرد. سنجد پسر بازیگوشی است که به خبرنگاری در موضوعات مختلف می‌پردازد. این عروسک در برنامه خندوانه هم به عنوان مهمان حضور یافته‌است.